# Саут-Керроллтон (Кентуккі)
Саут-Керроллтон (англ. South Carrollton) — місто (англ. city) в США, в окрузі Муленберґ штату Кентуккі. Населення — 141 особа (2020).

## Географія
Саут-Керроллтон розташований за координатами 37°20′7″ пн. ш. 87°8′25″ зх. д. / 37.33528° пн. ш. 87.14028° зх. д. (37.335337, -87.140168).  За даними Бюро перепису населення США в 2010 році місто мало площу 0,66 км², з яких 0,65 км² — суходіл та 0,00 км² — водойми.

## Демографія
Згідно з переписом 2010 року, у місті мешкали 184 особи в 72 домогосподарствах у складі 51 родини. Густота населення становила 280 осіб/км².  Було 86 помешкань (131/км²).
Расовий склад населення:
| - 91,3 % — білих - 2,7 % — чорних або афроамериканців - 1,1 % — азіатів - 1,6 % — осіб інших рас |

До двох чи більше рас належало 3,3 %. Частка іспаномовних становила 0,0 % від усіх жителів.
За віковим діапазоном населення розподілялося таким чином: 27,2 % — особи молодші 18 років, 63,6 % — особи у віці 18—64 років, 9,2 % — особи у віці 65 років та старші. Медіана віку мешканця становила 36,8 року. На 100 осіб жіночої статі у місті припадало 106,7 чоловіків;  на 100 жінок у віці від 18 років та старших — 109,4 чоловіків також старших 18 років.
За межею бідності перебувало 20,8 % осіб, у тому числі 20,8 % дітей у віці до 18 років та 25,0 % осіб у віці 65 років та старших.
Цивільне працевлаштоване населення становило 38 осіб. Основні галузі зайнятості: транспорт — 26,3 %, роздрібна торгівля — 21,1 %, освіта, охорона здоров'я та соціальна допомога — 21,1 %.